# Damien Chazelle
Damien Sayre Chazelle (Providence, Rhode Island, 19 de enero de 1985) es un director, guionista y productor de cine estadounidense y francés. Dirigió y escribió Whiplash y La La Land, estrenadas en 2014 y 2016, así como First Man en 2018 y Babylon en 2022. Whiplash obtuvo tres premios Óscar entre cinco nominaciones, y La La Land recibió siete Globos de Oro, el mayor número otorgado a una película desde la creación del certamen, así como seis premios Óscar entre 14 nominaciones.

## Biografía

### Primeros años
Chazelle es hijo de Celia Martin, escritora y profesora, y del científico informático de origen francés Bernard Chazelle. Dedicarse al cine fue su más temprana ambición, sin embargo cuando iba al instituto se formó como baterista de jazz en Princeton High School. Allí conoció a su profesor de batería, que tenía un fuerte carácter y fue la inspiración para crear el personaje de Terence Fletcher, en Whiplash. Aunque cultivó su amor por la música, Chazelle asegura que sabía que no tenía talento para ser un gran músico así que después de la escuela secundaria volvió a centrarse en el cine, al que describe como su primer amor.
Fue a la Universidad de Harvard donde se graduó en estudios Visuales y Ambientales.
El debut de Chazelle como guionista y director fue en la película Guy and Madeline on a Park Bench; donde contó con Justin Hurwitz como compositor de música original, dupla que se mantiene con las siguientes dos películas del director.

### Carrera

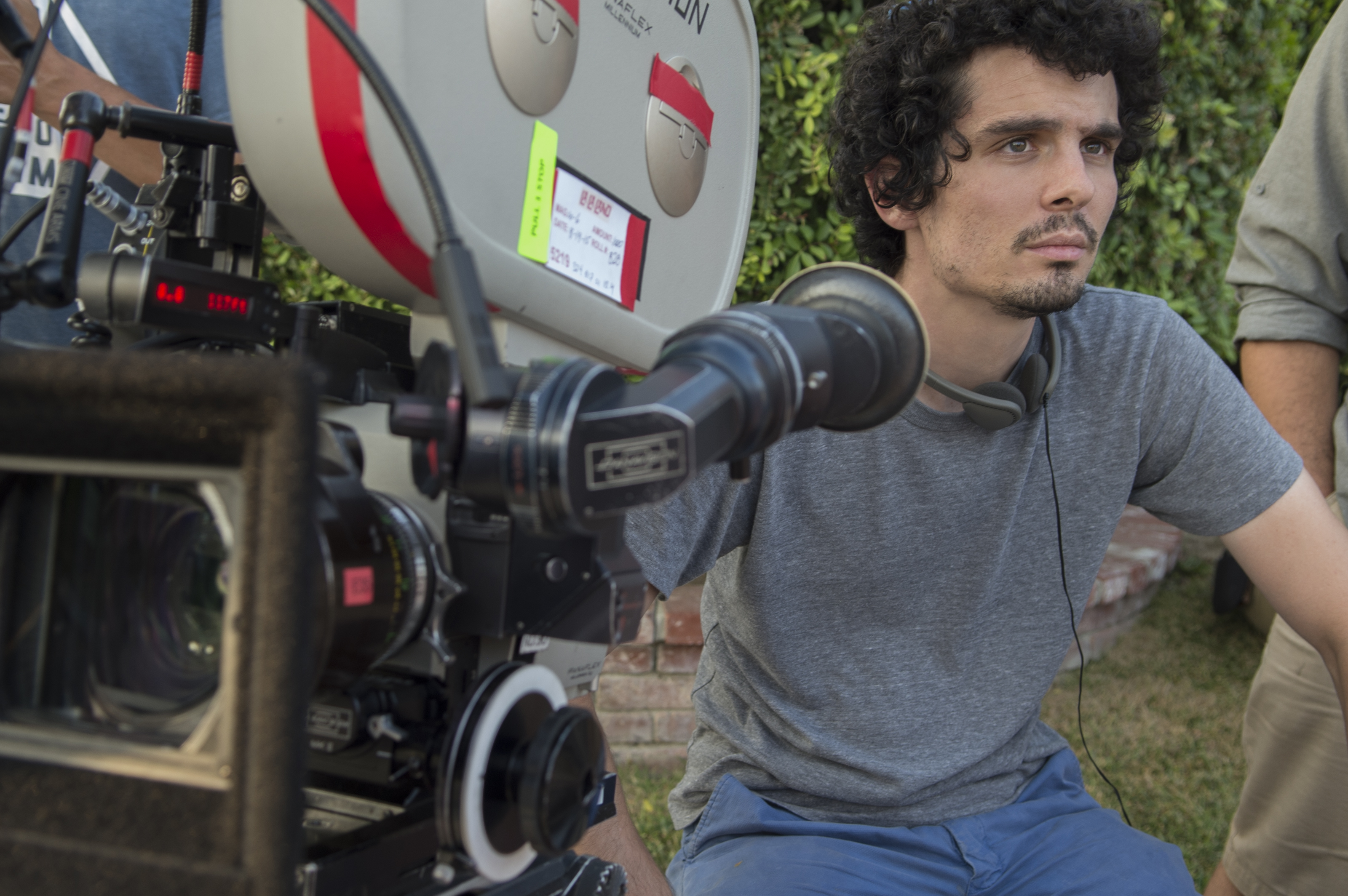
Damien Chazelle, durante el rodaje de La La Land.

Compartió el trabajo de guion con el director Ed Gass-Donnelly en el film El último exorcismo parte II, 2013. También escribió el guion de Grand Piano de 2013, un thriller en el que un pianista es amenazado de muerte durante un concierto. Chazelle asegura en entrevistas que a pesar de que trabajaba como guionista siempre quiso dirigir su propio guion. 
La película con la que Chazelle inició su reconocimiento fue Whiplash; en un principio los productores rechazaron el guion, aun así apareció en la Black List de 2012 (una lista donde se encuentran los mejor guiones sin producir) como una de las mejores películas sin hacer de ese año. Finalmente fue aceptada por los productores, entre ellos Helen Estabrook, quien propuso a J.K. Simmons para el papel del profesor, Terence Fletcher. 
Para obtener el presupuesto de la película, se hizo primero un corto como prueba, el cual obtuvo aplausos en el Festival de Cine de Sundance en 2013. 
Whiplash ganó el Premio de la Audiencia y el Gran Premio del Jurado; en el Festival de Sundance, en la categoría de largometrajes de drama estadounidenses. Incluso le valió nominaciones al Oscar, incluyendo Mejor Película, y resultó ganadora del Óscar al Mejor Actor de Reparto, Mejor Montaje y Mejor Sonido.
En 2016 La La Land llega por parte de Lionsgate; una película que narra la historia de Mia y Sebastian, dos soñadores que buscan alcanzar sus sueños en el cine y la música. Chazelle obtuvo gran reconocimiento por parte de la prensa y audiencia, e incluso algunas revistas le dieron el nombre de "La Película del 2016". En enero de 2017 la Academia anuncia los nominados al Oscar, La La Land resulta nominada a 14 premios, siendo la tercera película en la historia en contar con este número. Mejor Película, Mejor Dirección, Mejor Música, Mejor Canción, Mejor Actriz y Mejor Actor son algunas de las categorías nominadas.
En la entrega de los Oscar, La La Land consigue 6 premios de las 14 nominaciones obtenidas, entre ellas mejor Canción, Banda sonora y Actriz, incluido el director, convirtiéndose éste en el más joven en lograrlo hasta ahora.
Posteriormente, realizó el siguiente filme sobre Neil Armstrong, First Man. Esta ocasión volvió a contar en el reparto con Ryan Gosling y con la Actriz Claire Foy.
En 2019 ha dirigido dos capítulos de la serie The Eddy, estrenada en la plataforma Netflix el 8 de mayo de 2020.
En 2021 inició la filmación de Babylon, donde contaría en el elenco con Brad Pitt, Margot Robbie y Tobey Maguire, contando la transición del cine mudo al sonoro. Se confirmaron también al reparto Olivia Wilde y Spike Jonze.
En 2022 se estrenó la película el 25 de diciembre para EE. UU. y no estuvo prevista para festivales, la fecha confirmada para su estreno en España es el 20 de enero del año 2023.
Como dato curioso el mismo Chazelle confesó que existe una versión de aproximadamente dos horas de Babylon grabada con un Iphone en su patio trasero por él, su esposa y Diego Calva.

## Filmografía
| Año  | Película                         | Director | Guionista | Productor |
| ---- | -------------------------------- | -------- | --------- | --------- |
| 2009 | Guy and Madeline on a Park Bench | Sí       | Sí        | Sí        |
| 2011 | Maria My Love                    | No       | No        | Sí        |
| 2013 | Grand Piano                      | No       | Sí        | No        |
| 2013 | El último exorcismo II           | No       | Sí        | No        |
| 2014 | Whiplash                         | Sí       | Sí        | No        |
| 2016 | La La Land                       | Sí       | Sí        | No        |
| 2016 | 10 Cloverfield Lane              | No       | Sí        | No        |
| 2018 | First Man                        | Sí       | No        | Sí        |
| 2022 | Babylon                          | Sí       | Sí        | Sí        |

## Premios y nominaciones
| Premios Óscar | Premios Óscar        | Premios Óscar    | Premios Óscar | Premios Óscar |
| Año           | Categoría            | Trabajo nominado | Resultado     | Ref.          |
| ------------- | -------------------- | ---------------- | ------------- | ------------- |
| 2015          | Mejor guion adaptado | Whiplash         | Nominado      | [ 15 ]        |
| 2017          | Mejor director       | La La Land       | Ganador       | [ 16 ]        |
| 2017          | Mejor guion original | La La Land       | Nominado      | [ 16 ]        |

| Premios BAFTA | Premios BAFTA        | Premios BAFTA    | Premios BAFTA | Premios BAFTA |
| Año           | Categoría            | Trabajo nominado | Resultado     | Ref.          |
| ------------- | -------------------- | ---------------- | ------------- | ------------- |
| 2014          | Mejor director       | Whiplash         | Nominado      | [ 17 ]        |
| 2014          | Mejor guion original | Whiplash         | Nominado      | [ 17 ]        |
| 2016          | Mejor director       | La La Land       | Ganador       | [ 17 ]        |
| 2016          | Mejor guion original | La La Land       | Nominado      | [ 17 ]        |

| Premios Globo de Oro | Premios Globo de Oro | Premios Globo de Oro | Premios Globo de Oro | Premios Globo de Oro |
| Año                  | Categoría            | Trabajo nominado     | Resultado            | Ref.                 |
| -------------------- | -------------------- | -------------------- | -------------------- | -------------------- |
| 2016                 | Mejor director       | La La Land           | Ganador              | [ 18 ]               |
| 2016                 | Mejor guion          | La La Land           | Ganador              | [ 18 ]               |